# Henri Konan Bédié
Aimé Henri Konan Bédié (Dadiékro, 5 de mayo de 1934-1 de agosto de 2023) fue un político marfileño, líder del Partido Democrático de Costa de Marfil y fue presidente de Costa de Marfil desde 1993 hasta 1999.

## Biografía
Bédié sucedió como presidente de la Asamblea Nacional al que fuera durante mucho tiempo presidente Félix Houphouët-Boigny, tras su muerte en diciembre de 1993. Bédié promovió la estabilidad nacional, pero fue acusado de represión política y estratosféricos niveles de corrupción. Fue derrocado en un golpe militar el 24 de diciembre de 1999 y Robert Guéï se autoproclamó presidente.
En noviembre de 2021, al finalizar el simposio del PDCI, su partido político, Henri Konan Bédié, se comprometió a nombrar un asesor especial a cargo de la reconciliación. Su elección recayó en Noël Akossi Bendjo, exalcalde de Plateau y vicepresidente del partido.